# Shaya Sar Shalom Nechmad
Shaya Sar Shalom Nechmad (18 de marzo de 2007) es una deportista israelí que compite en natación sincronizada. Ganó una medalla de oro en los Juegos Europeos de Cracovia 2023 y una medalla de bronce en el Campeonato Europeo de Natación Artística de 2025.

## Palmarés internacional
| Juegos Europeos    | Juegos Europeos    | Juegos Europeos   | Juegos Europeos   |
| Año                | Lugar              | Medalla           | Prueba            |
| ------------------ | ------------------ | ----------------- | ----------------- |
| 2023               | Oświęcim (Polonia) | Medalla de oro    | Combinación libre |
| Campeonato Europeo |                    |                   |                   |
| Año                | Lugar              | Medalla           | Prueba            |
| 2025               | Funchal (Portugal) | Medalla de bronce | Equipo libre      |